# المرج الأخضر الغربي
المرج الأخضر الغربي (مشمشان) بلدة سورية تتبع ناحية مركز جسر الشغور في منطقة جسر الشغور في محافظة إدلب. بلغ عدد سكانها 12000 نسمة في عام 2011 حسب إحصاء المكتب المركزي للإحصاء.